# Aline Remael
Aline Remael är en belgisk översättningsvetare och professor inom översättningsteori och medieöversättning/medietillgänglighet på Institutionen för lingvistik/översättning och tolkning vid Antwerpens Universitet. Hon är medlem i den institutionella forskargruppen TricS, Translation, Interpreting and intercultural Studies och OPEN – Expertise Centre for Accessible Media and Culture, som hon också varit med och grundat. Hon sitter även med i styrelsen för The Translator och Perspectives, och är före detta medlem i ESIST och EST. Hennes främsta forskningsområden och publikationer rör multimodalitet och medieöversättning/mediatillgänglighet. Remael forskar även kring hybridformer av översättning och tolkning, samspelet mellan dessa sub-domäner och översättningsteori. År 2019 var hon med och organiserade ENPSIT INDialog3-konferensen, Interpreter Practise, Research and Training: The impact of Context vid Antwerpens Universitet, tillsammans med KULeuven på Antwerp Campus. År 2018 tilldelades hon Jan Ivarsson-priset för ovärderliga insatser för medieöversättning.